# LSD (grupo)
LSD é um supergrupo formado pelo músico inglês Labrinth, a cantora australiana Sia e o DJ e produtor americano Diplo. O grupo lançou cinco singles, os quais estão presentes em seu primeiro extended play, também presentes no álbum de estreia lançado em 12 de abril 2019.

## História
Em 3 de maio de 2018, o LSD lançou seu primeiro single intitulado "Genius", juntamente com um videoclipe animado da música. No dia seguinte, Diplo revelou que o LSD foi formado quando ele foi convidado para escrever uma música com Labrinth e Sia. Em 10 de maio o grupo lançou seu segundo single, "Audio", também acompanhado do videoclipe da canção. Em 6 de agosto, Sia promoveu o lançamento de uma nova faixa intitulada "Thunderclouds", que foi lançada três dias depois, em 9 de agosto.  O grupo lançou seu primeiro álbum no dia 12 de abril de 2019, intitulado LSD (álbum).

## Discografia

### Álbuns de estúdio
- Labrinth, Sia & Diplo Present... LSD (2019)

### Singles
| Título                                                                                        | Ano  | Posições em paradas músicais | Posições em paradas músicais | Posições em paradas músicais | Posições em paradas músicais | Posições em paradas músicais | Posições em paradas músicais | Posições em paradas músicais | Posições em paradas músicais | Posições em paradas músicais | Álbum                                 |
| Título                                                                                        | Ano  | AUS                          | AUT                          | CAN                          | FRA                          | GER                          | NZ Heat.                     | SWE                          | SWI                          | UK                           | Álbum                                 |
| --------------------------------------------------------------------------------------------- | ---- | ---------------------------- | ---------------------------- | ---------------------------- | ---------------------------- | ---------------------------- | ---------------------------- | ---------------------------- | ---------------------------- | ---------------------------- | ------------------------------------- |
| "Genius"                                                                                      | 2018 | —                            | 66                           | 75                           | 178                          | 79                           | 3                            | 81                           | 84                           | 72                           | Labrinth • Sia • Diplo Present... LSD |
| "Audio"                                                                                       | 2018 | 91                           | —                            | —                            | 35                           | —                            | 3                            | 69                           | 75                           | —                            | Labrinth • Sia • Diplo Present... LSD |
| "Thunderclouds"                                                                               | 2018 | 69                           | —                            | —                            | —                            | —                            | —                            | 80                           | —                            | 47                           | Labrinth • Sia • Diplo Present... LSD |
| "Mountains"                                                                                   | 2018 | —                            | —                            | —                            | —                            | —                            | —                            | —                            | —                            | —                            | Labrinth • Sia • Diplo Present... LSD |
| "No New Friends"                                                                              | 2019 | —                            | —                            | —                            | —                            | —                            | —                            | —                            | —                            | —                            | Labrinth • Sia • Diplo Present... LSD |
| "Angel in your eyes"                                                                          | 2019 | —                            | —                            | —                            | —                            | —                            | —                            | —                            | —                            | —                            | Labrinth • Sia • Diplo Present... LSD |
| "—" indica que a gravação não foi incluída nas paradas ou não foi distribuída naquela região. |      |                              |                              |                              |                              |                              |                              |                              |                              |                              |                                       |